# فدریکو جامپائولو
فدریکو جامپائولو (انگلیسی: Federico Giampaolo؛ زادهٔ ۳ مارس ۱۹۷۰) بازیکن فوتبال اهل ایتالیا است.
از باشگاه‌هایی که در آن بازی کرده‌است می‌توان به باشگاه فوتبال هلاس ورونا، باشگاه فوتبال سورنتو کالچو، باشگاه فوتبال اسپتزیا، باشگاه فوتبال کوزنتسا کالچو، باشگاه فوتبال مودنا، باشگاه فوتبال آسکولی، باشگاه فوتبال یوونتوس، باشگاه فوتبال سالرنیتانا، باشگاه فوتبال باری، باشگاه فوتبال کروتونه، باشگاه فوتبال دلفینو پسکارا، باشگاه فوتبال جنوآ، و باشگاه فوتبال پالرمو اشاره کرد.